# Ignacio Jáuregui (Fußballspieler, 1995)
Ignacio Jáuregui (* 2. August 1995 in Mercedes) ist ein argentinischer Fußballspieler.

## Karriere
Jáuregui begann seine Karriere bei Gimnasia y Esgrima La Plata. Im Juni 2013 debütierte er für den Verein in der Primera B Nacional, als er am 38. Spieltag der Saison 2012/13 gegen den CA Sarmiento in der 75. Minute für Maximiliano Meza eingewechselt wurde. Zu Saisonende stieg er mit Gimnasia in die Primera División auf.
Sein Debüt in dieser gab er im September 2014, als er gegen den CSD Defensa y Justicia in der Startelf stand.
Im Januar 2016 wurde er für ein Jahr an den Zweitligisten Club Sportivo Estudiantes verliehen. 2017 schloss er sich dem Drittligisten Ferro Carril Oeste de General Pico an.
Im Sommer 2018 wechselte er zum österreichischen Zweitligisten WSG Wattens. Mit der WSG Wattens stieg er als Zweitligameister in die Bundesliga auf, woraufhin sich der Verein in WSG Tirol umbenannte. In der Bundesliga kam er in zwei Saisonen allerdings verletzungsbedingt nicht mehr zum Einsatz. So verlässt er die Tiroler nach insgesamt 27 Zweitligaeinsätzen nach der Saison 2020/21 und wechselt nach Spanien zum Drittligisten Real Balompédica Linense. Für Linense kam er in der Hinrunde der Saison 2021/22 allerdings nur zweimal zum Einsatz. Daraufhin wurde er im Januar 2022 an den Fünftligisten Atlético Saguntino verliehen.
Zur Saison 2022/23 kehrte Jáuregui nicht mehr zu Real Balompédica zurück, sondern wechselte zurück nach Österreich, wo er sich dem Zweitligisten FC Dornbirn 1913 anschloss. In Dornbirn spielte er aber, aufgrund von Verletzungsproblemen, obwohl als Kapitän in die Saison gestartet keine Rolle und kam nur viermal in der 2. Liga zum Einsatz. Nach der Saison 2022/23 verließ er den Verein dann wieder. Anschließend wechselte er zur Saison 2023/24 zum Regionalligisten FC Kufstein.